# Бородинское сельское поселение (Омская область)
Бородинское се́льское поселе́ние — муниципальное образование в Тевризском районе Омской области Российской Федерации.
Административный центр — село Бородинка.

## История
Статус и границы сельского поселения установлены Законом Омской области от 30 июля 2004 года № 548-ОЗ «О границах и статусе муниципальных образований Омской области»

## Население
| 2010 | 2011 | 2012 | 2013 | 2014 | 2015 | 2016 |
| ---- | ---- | ---- | ---- | ---- | ---- | ---- |
| 475  | ↘474 | ↘461 | ↘458 | ↘445 | ↘432 | ↘410 |
| 2017 | 2018 | 2019 | 2020 | 2021 | 2023 |      |
| ↘391 | ↘371 | ↘358 | ↘344 | ↘259 | ↘237 |      |

## Состав сельского поселения
| № | Населённый пункт | Тип населённого пункта       | Население |
| - | ---------------- | ---------------------------- | --------- |
| 1 | Бородинка        | село, административный центр | ↘237      |